# Щелкун высокогорный
Высокогорный щелкун (лат. Hypnoidus frigidus)— вид щелкунов подсемейства Hypnoidinae.

## Распространение
Распространён в Пиренеях, Альпах, Карпатах и на Кавказе.

## Описание

### Проволочник
Проволочник длиной до 7,5 мм. Валик, расположенный на боках каудального сегмента, небольшой. Задняя лопасть лобной пластинки яйцевидной формы с широким устьем, на вершине остро округлена.

## Экология и местообитания
Личинка живёт в почве.